# Firdgum
Firdgum (Fries: Furdgum) is een dorp in de gemeente Waadhoeke, in de Nederlandse provincie Friesland. Firdgum ligt tussen Minnertsga en Tzummarum. Het dorp kent een kleine dorpskern.
In 2023 telde het dorp 65 inwoners. De buurtschap Dijkshoek heeft het dezelfde postcode als Firdgum. Deze buurtschap ligt in de Hornestreek. Het dorp heeft veel contacten met het naastgelegen dorp Tzummarum en hebben een gezamenlijke dorpsbelangenvereniging.

## Geschiedenis
Het dorp is op een terp ontstaan in de vroege Middeleeuwen. In 802-817 werd de plaats vermeld als Fardincheim en  in 944 als Ferdigheim. In de 13e eeuw als Ferdengum, en in de 15e en 16e eeuw als in Firdighum, Feyrdigum, Ffyrdigum, Ffirdgum en Furtgum.
De plaatsnaam zou verwijzen naar de woonplaats van de familie Fardinga. De terp van het dorp is in 1920 deels afgegraven.
Tot de gemeentelijke herindeling op 1 januari 1984 lag Firdgum in de gemeente Barradeel. Tussen 1984 en 2018 lag het dorp in de gemeente Franekeradeel. In 2018 is Franekeradeel opgegaan in de gemeente Waadhoeke.

## States
In en bij het dorp hebben vier states gestaan. Dit betroffen de Camstra State, Farnia State, de Jelgersma State en de Klein Folta (ook wel Folopta. De states werden allemaal vervangen door grotere boerderijen.

## Kerk en de kerktoren

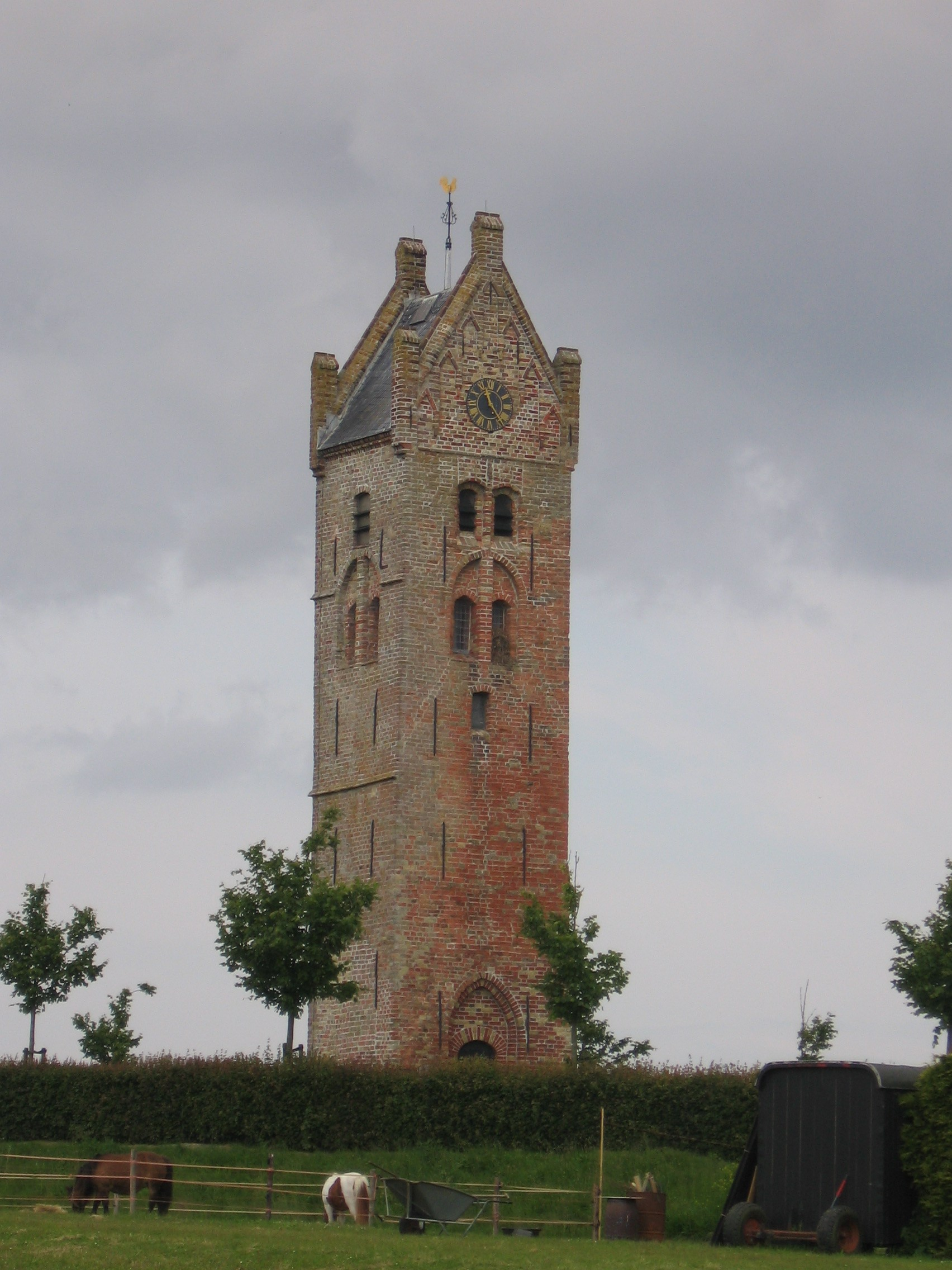
Kerktoren van Firdgum

De hervormde kerk van Firdgum is in 1794 wegens bouwvalligheid afgebroken, maar de 13e-eeuwse toren is blijven staan. In de Kerktoren van Firdgum bevindt zich een klok uit 1471.

## Yeb Hettinga Museum

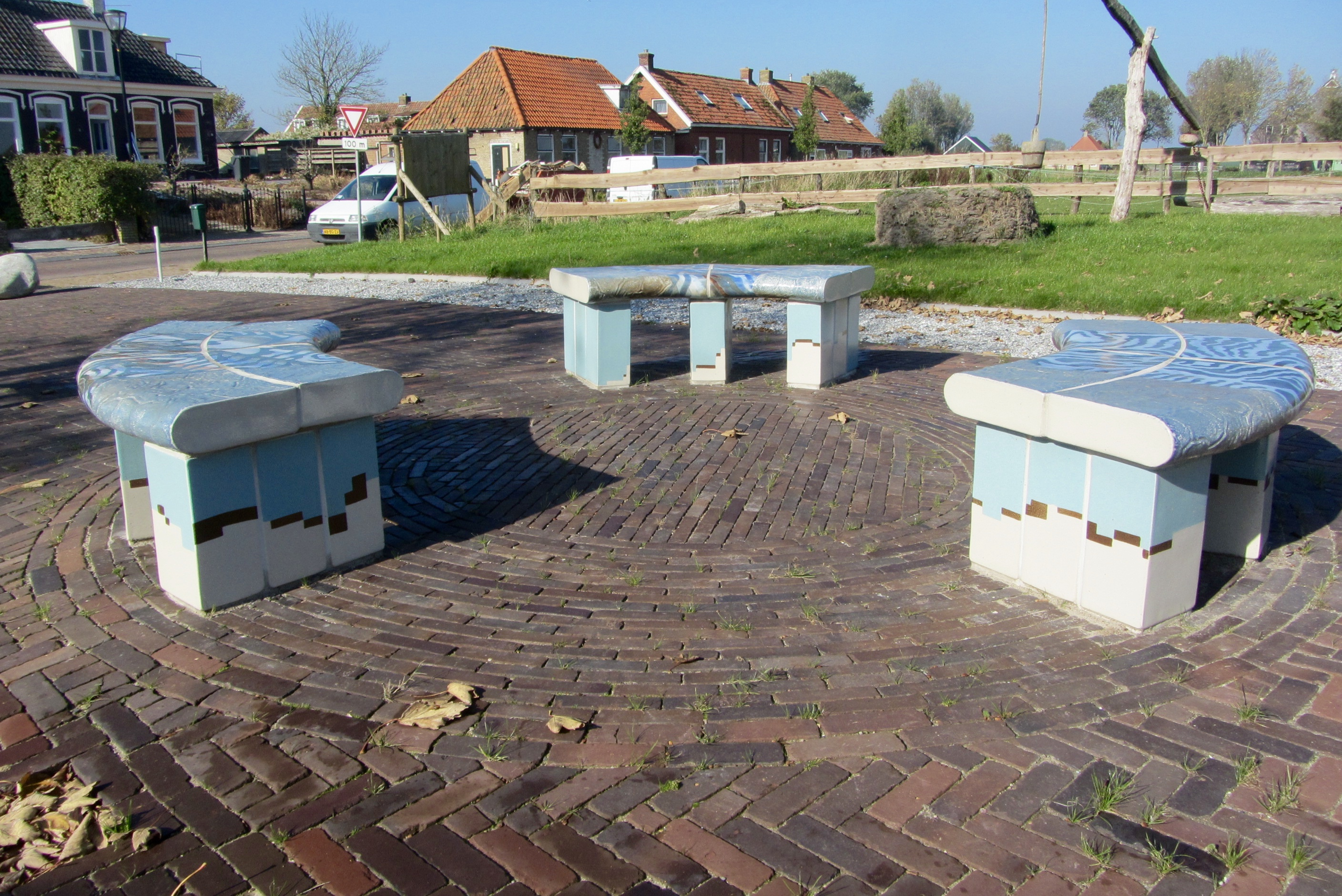
Beeldengroep voor de drie gebieden van Firdgum

Het dorp heeft een eigen museum, het Yeb Hettinga Museum. In de voormalige basisschool Yeb Hettinga bevindt zich een archeologisch steunpunt met een vaste collectie van lokale vondsten en wisselende exposities van hedendaagse kunstenaars.

## Spoorwegstation
Aan de rand van het dorpsgebied Firdgum lag stopplaats Firdgum aan de NFLS-spoorlijn van Stiens naar Harlingen.

## Sport en cultuur
Het dorp heeft een eigen kaatsvereniging, Hald Moed. De paardensportvereniging PSV De Jelgersmaruiters bestaat sinds 1995. de Activiteitencommissie Tzummarum-Firdgum werd in 2017 opgericht. 

## Bekende (ex-)inwoners
De Friese dichter Sybe Krol ligt op het kerkhof van Firdgum begraven. Hij woonde er samen met de Friese zanger en gitarist Roel Slofstra. Verder heeft de kunstschilder Jan Murk de Vries enige tijd in Firdgum gewoond.